# Émile Louis Ragonot
Émile Louis Ragonot (Parigi, 12 ottobre 1843 – Parigi, 13 ottobre 1895) è stato un entomologo francese.
 Nel 1885 è diventato presidente della Société entomologique de France.
Ha assegnato un nome a 301 nuovi generi di farfalle e falene, per lo più pyralidae.
Egli è anche l'autore di diversi libri:
- (FR) Diagnoses of North American Phycitidae and Galleriidae (1887) pubblicato a Parigi
- (FR)  Nouveaux genres et espèces de Phycitidae & Galleriidae (1888)
- (FR)  Essai sur une classification des Pyralites (1891-1892)
- (FR)  Monographie des Phycitinae et des Galleriinae. pp. 1–602 In N.M. Romanoff. Mémoires sur les Lepidoptéres. Tome VIII. N.M. Romanoff, Saint-Petersbourg. xli + 602 pp. (1901)

La collezione di Ragonot si trova nel Museo nazionale di storia naturale, Parigi, Francia.